# Ỳ
Ỳ (minuskule ỳ) je speciální znak latinky, který se nazývá Y s obrácenou s čárkou, používaný ve velštině, vietnamštině a v jazyce timbira (indiánský jazyk Brazílie). Dále se používá v přepisech ISO 9 a ISO 233.
V Unicode mají Ỳ a ỳ tyto kódy:
Ỳ U+1EF2
ỳ U+1EF3